# Klaas Knol
Klaas Knol (Groningen, 14 oktober 1928 - aldaar, 21 februari 2007) was een Nederlandse hoogleraar en longarts voor kinderen aan de Rijksuniversiteit Groningen. 
In 1965 was prof.dr. Knol de eerste kinderarts in Nederland die promoveerde op een onderwerp op het gebied van kinderpulmonologie (kinderlongziekten). Vanaf 1982 was hij hoogleraar aan de Rijksuniversiteit Groningen en zijn inaugurele rede droeg als titel: "Onderzoek bij het kind met astma". In 1993 ging hij met emeritaat en was sindsdien emeritus hoogleraar. Zijn afscheidscollege droeg als titel "Kinderen en tabak".   
Hij richtte met nog een paar andere wetenschappers de Medische Alliantie tegen het Roken op. Zelf stopte hij op z'n vijfenveertigste met roken omdat hij zag hoe slecht het was als anderen passief meerookten. In november 2002 ontving hij uit handen van oud-minister van Volksgezondheid Els Borst als eerste persoon de Niet-Roken prijs, een prijs ingesteld door levensverzekeraar Legal & General. Hieraan was een geldbedrag van € 12.500 verbonden en dit bedrag werd aangewend om het boek “Het gebruik van Tabak: de gevolgen en het bestrijden” te schrijven. De Medische Alliantie tegen het Roken is inmiddels omgezet in een stichting. Tot 2001 was hij voorzitter van deze alliantie. Hij was verder Officier in de Orde van Oranje Nassau. 
Klaas Knol overleed op 78-jarige leeftijd in zijn woonplaats Groningen. Hij ligt begraven in Midwolde. 